# Marc Benjamin Puch
Marc Benjamin Puch (* 1977 in Berlin) ist ein deutscher Schauspieler.

## Leben
Von 1999 bis 2003 absolvierte Puch seine Ausbildung an der Hochschule für Schauspielkunst „Ernst Busch“ Berlin. Während seiner Studienzeit war er am Studiotheater bat Berlin als Gottschalk in Anna Bergmanns Käthchen-von-Heilbronn-Inszenierung zu sehen. Am Deutschen Theater Berlin spielte er die Rolle des Collodan in Labiches Das Sparschwein (Regie: Patrick Schlösser). Von 2003 bis 2006 war er am Deutschen Nationaltheater Weimar engagiert, wo er als erste Rolle den Osvald Alving in Ibsens Gespenster (Regie: Grażyna Kania) übernommen hat und auch dort bei Anna Bergmann (in Finnisch) spielt. Am DNT ist er seit 2005 als Ferdinand in Schillers Kabale und Liebe zu erleben. 2007 spielte er dort auch  Karl Moor in den Räubern.
Im Fernsehen erlangte er eine größere Bekanntheit durch die Hauptrolle des SET-Führers Gebhard „Geb“ Schurlau in der Serie GSG 9 – Ihr Einsatz ist ihr Leben. Von 2011 bis 2014 war Puch in der Comedy-Serie Knallerfrauen auf Sat.1 zu sehen. 2018/2019 war er in der festen Nebenrolle des Sebastian Knauber in der Serie Jenny – echt gerecht zu sehen. 2020 war er neben Alwara Höfels und Katharina Wackernagel in dem Sat.1-Fernsehfilm Zerrissen – Zwischen zwei Müttern zu sehen.

## Filmografie

### Kino
- 2008: Uferwellen
- 2009: Devil’s Daughter
- 2012: Jesus liebt mich
- 2012: Türkisch für Anfänger
- 2012: Schuld sind immer die Anderen
- 2013: Da geht noch was
- 2014: Innenkind
- 2016: Lotte
- 2019: Sag du es mir

### Fernsehen
- 2004: Wilhelm Tell
- 2006–2008: GSG 9 – Ihr Einsatz ist ihr Leben (Fernsehserie, 25 Folgen)
- 2009: Notruf Hafenkante (Fernsehserie, Folge 3x11)
- 2009, 2013: SOKO Wismar (Fernsehserie, Folgen 6x13[2], 10x04)
- 2010: In aller Freundschaft (Fernsehserie, Folge 12x33, Folge 13x17)
- 2010: Callgirl Undercover
- 2010: Der Kriminalist (Fernsehserie, Folge 6x01)
- 2010, 2013: SOKO Leipzig (Fernsehserie, Folgen 10x13, 12x21)
- 2011: Der Bergdoktor (Fernsehserie, Folge 4x09)
- 2011: Doctor’s Diary (Fernsehserie, 7 Folgen)
- 2011–2014: Knallerfrauen (Fernsehserie, 20 Folgen)
- 2012: Willkommen im Krieg
- 2012: Stolberg (Fernsehserie, Folge 10x01)
- 2012: Der Cop und der Snob (Fernsehserie, 6 Folgen)
- 2012: Polizeiruf 110 – Eine andere Welt (Fernsehreihe)
- 2012: Die Draufgänger (Fernsehserie, Folge 1x04)
- 2013: Tatort – Die Wahrheit stirbt zuerst (Fernsehreihe)
- 2013: Der letzte Bulle (Fernsehserie, Folge 4x13)
- 2013: Alarm für Cobra 11 – Die Autobahnpolizei (Fernsehserie, Folge 34x02)
- 2013: Willkommen im Club
- 2013: Christine. Perfekt war gestern! (Fernsehserie, Folgen 1x02, 1x06)
- 2013: Mein Lover, sein Vater und ich!
- 2014: Heldt (Fernsehserie, Folge 2x02)
- 2014: SOKO Köln (Fernsehserie, Folge 11x05)
- 2014: Herzensbrecher – Vater von vier Söhnen (Fernsehserie, Folge 2x08)
- 2014: Heiter bis tödlich: Koslowski & Haferkamp (Fernsehserie, Folge 1x07)
- 2014: Dr. Klein (Fernsehserie, Folge 1x01)
- 2014: SOKO Stuttgart (Fernsehserie, Folge 6x06)
- 2014: Letzte Spur Berlin (Fernsehserie, Folge 3x12)
- 2015: Inspektor Jury – Mord im Nebel
- 2015: Block B – Unter Arrest (Fernsehserie, 10 Folgen)
- 2015: Verliebt, verlobt, vertauscht
- 2015: Die Chefin (Fernsehserie, Folge 5x02)
- 2015: Lena Lorenz – Willkommen im Leben
- 2015: Saboteure im Eis – Operation Schweres Wasser (OT: Kampen om tungtvannet) (Miniserie, 6 Folgen)[3]
- 2016: Blaumacher (Fernsehserie, 6 Folgen)
- 2016: Morden im Norden (Fernsehserie, Folge Am Limit)
- 2017: In aller Freundschaft (Fernsehserie, Folge 20x34)
- 2017: Bad Cop – kriminell gut (Fernsehserie, Staffel 1, Folge 9/10)
- 2017: Der Kommissar und das Kind (Fernsehreihe)
- 2018: Der Alte – Folge 415: Fürs Kind allein
- 2018–2019: Jenny – echt gerecht (Fernsehserie)
- 2018: Amokspiel
- 2018–2020: Die Martina Hill Show (Fernsehserie)
- 2020: Ein starkes Team: Parkplatz bitte sauber halten (Fernsehreihe)
- 2020: Der Kommissar und die Wut (Fernsehreihe)
- 2020: Zerrissen – Zwischen zwei Müttern (Fernsehfilm)
- 2020: Ella Schön: Schiffbruch (Fernsehreihe)
- 2021: Ella Schön: Land unter (Fernsehreihe)
- 2021: Ella Schön: Familienbande (Fernsehreihe)
- 2022: Ella Schön: Das Glück der Erde (Fernsehreihe)
- 2022: Ella Schön: Freischwimmer (Fernsehreihe)
- 2022–2023: Wendehammer (Fernsehserie, 11 Episoden)
- 2023 Die Chefin (Fernsehserie, Folge Weg des Geldes)
- 2024: Der Kommissar und die Angst (Fernsehreihe)
- 2024: Mordsschwestern – Verbrechen ist Familiensache (Fernsehserie, 1 Folge)
- 2025: SOKO Potsdam: Bodyguard (Fernsehserie, 1 Folge)
- 2025: Einspruch, Schatz! – Überraschungsgäste (Fernsehreihe)

## Hörspiele
- 2014: Bodo Traber: Das Ding im Nebel – Regie: Petra Feldhoff (Kriminalhörspiel – WDR)
- 2024: Edgar Linscheid und Stuart Kummer: GRЁUL 2 - Die Legende lebt (Hörspiel – WDR)[4]